# Freziera bonplandiana
Freziera bonplandiana är en tvåhjärtbladig växtart som beskrevs av Louis René Tulasne. Freziera bonplandiana ingår i släktet Freziera och familjen Pentaphylacaceae. Inga underarter finns listade i Catalogue of Life.